# Planquery
Planquery ist eine französische Gemeinde im Département Calvados in der Region Normandie mit 248 Einwohnern (Stand: 1. Januar 2022). Planquery gehört zum Arrondissement Bayeux und zum Kanton Trévières.

## Geografie
Planquery liegt etwa 22 Kilometer südwestlich von Bayeux. Umgeben wird Planquery von den Nachbargemeinden Balleroy-sur-Drôme im Norden, Castillon im Norden und Nordosten, Cahagnolles im Osten, Foulognes im Osten und Südosten, Sallen im Süden, Cormolain im Süden und Südwesten sowie La Bazoque im Westen und Südwesten.

## Bevölkerungsentwicklung
| 1962                      | 1968 | 1975 | 1982 | 1990 | 1999 | 2006 | 2013 |
| ------------------------- | ---- | ---- | ---- | ---- | ---- | ---- | ---- |
| 284                       | 277  | 251  | 217  | 255  | 241  | 219  | 218  |
| Quelle: Cassini und INSEE |      |      |      |      |      |      |      |

## Sehenswürdigkeiten
- Kirche Saint-André aus dem 13. Jahrhundert
- Kommanderie des Tempelritterordens von Baugy mit Kapelle (Monument historique seit 1995), 1148 gegründet
- Schloss aus dem 17. Jahrhundert

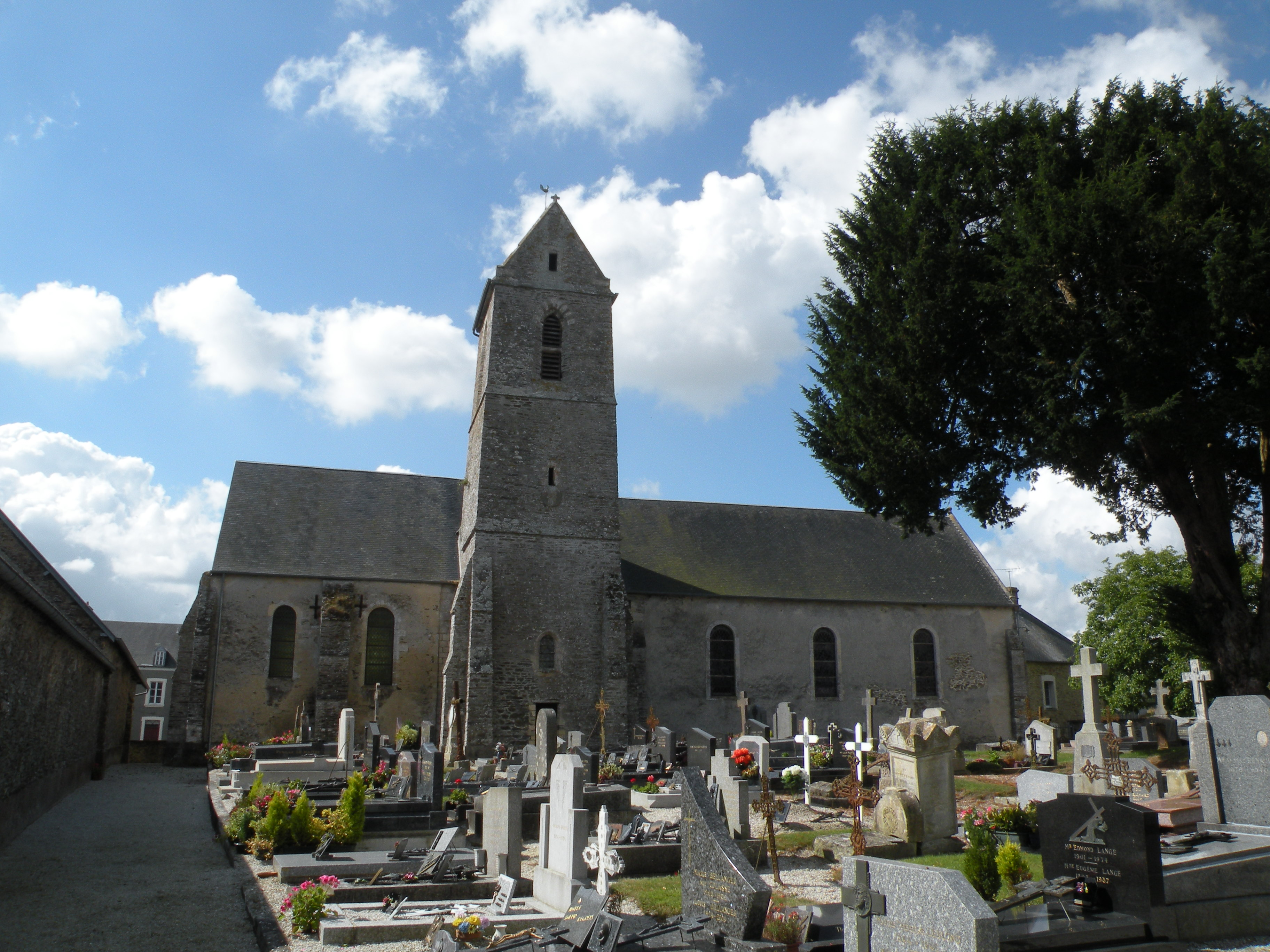
Kirche Saint-André
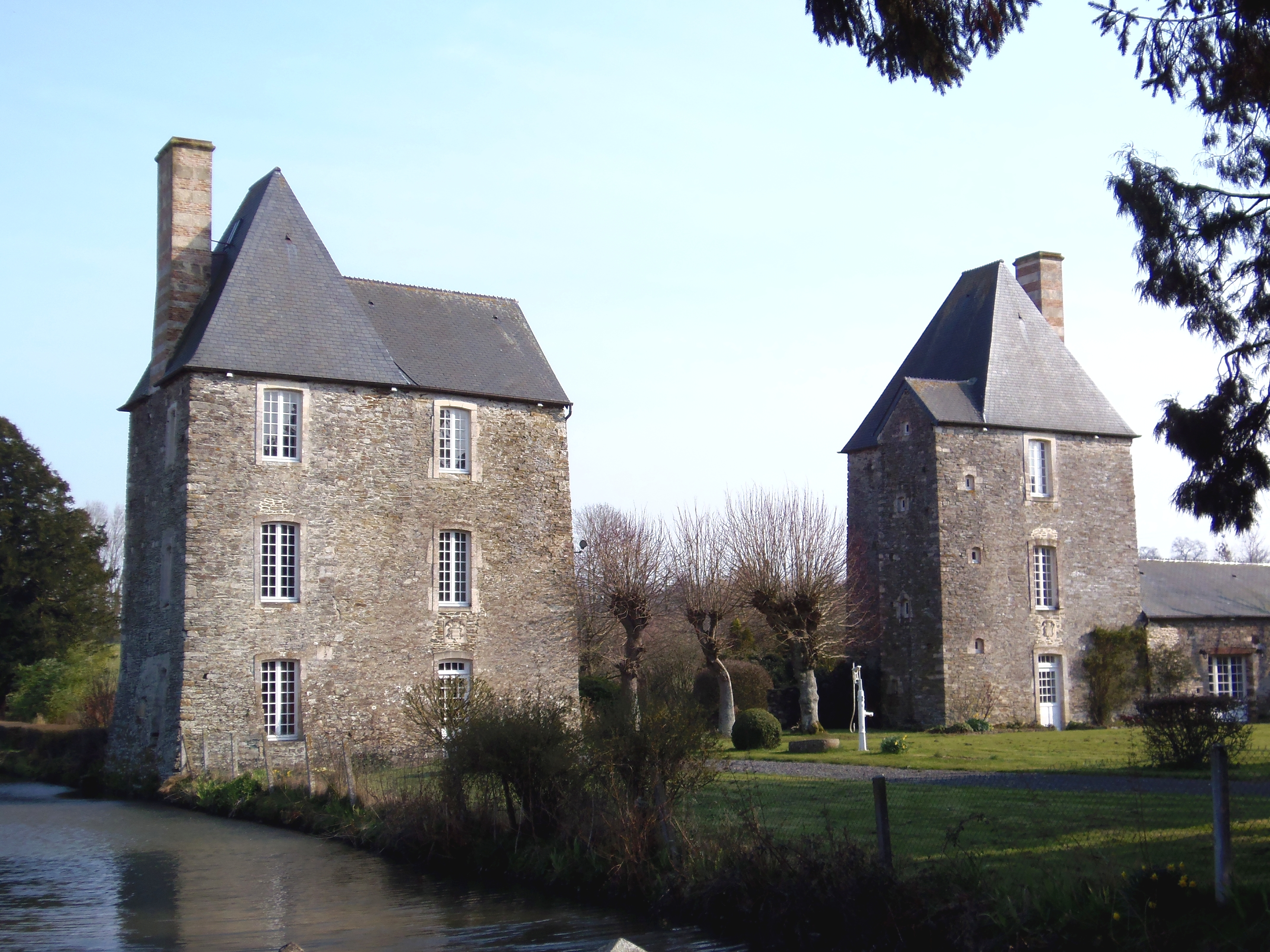
Schloss